# 莫塔尔恰塔
莫塔尔恰塔（義大利語：Mottalciata），是意大利比耶拉省的一个市镇。总面积18平方公里，人口1459人，人口密度81.1人/平方公里（2009年）。ISTAT代码为096037。